# Эн-Мебарагеси
Эн-Мебарагеси — царь (лугаль) древнего шумерского города Киша, правивший примерно в конце XXVIII — начале XXVII века до н. э. Согласно «Царскому списку», Эн-Мебарагеси был представителем I династии Киша.

## Легенды и артефакты
Имя Эн-Мебарагеси шумерское, хотя согласно «Царскому списку» большинство его предшественников носило семитские имена. Их историчность сомнительная и неизвестно были ли они действительно правителями Киша. Шумерское имя Эн-Мебарагеси не противоречит его возможному семитскому происхождению. Подобные имена, как и все шумерские, могли пользоваться большой популярностью за пределами самого Шумера.
Эн-Мебарагеси,
 тот, что поразил оружие страны Элам,
 стал царём и царствовал 900 лет…
По отношению к этому правителю используется формула «стал царём», которая чётко выделяет его и ставит в особое положение.
«Царский список» не называет Эн-Мебарагеси сыном предыдущего царя Ильтасадума, но в то же время говорит, что сам он являлся отцом следующего царя Агга. То, что Эн-Мебарагеси является отцом Агга, утверждает и эпическая поэма «Гильгамеш и Агга»: «Послы Агги, сына Эн-Мебарагеси, из Киша в Урук к Гильгамешу явились». То же утверждает и «Туммальская надпись».
Согласно «Царскому списку» Эн-Мебарагеси был тем, «кто поразил оружие страны Элам», то есть утверждается, что он успешно воевал с городами в долине рек Каруна и Керхе, так как самого объединённого государства Элам в то время не существовало.
Эн-Мебарагеси был первым шумерским государственным деятелем, о котором сообщают не только «Царский список» и эпические поэмы, но и его собственная надпись. Немецкий ассириолог доктор Д. О. Эдзард обнаружил в Багдадском музее фрагмент большого алебастрового предмета (возможно, вазы) неизвестного происхождения, на поверхности которого очень древним письмом было нанесено несколько слов: «Мебараг-си — лугаль Киша». Как доказал Эдзард, указанный правитель это Эн-Мебарагеси (эн — шумерский титул). Существует предположение, что этот артефакт происходит из древнего овального храма в Тутубе, развалины которого находятся на месте современного Багдада и то, что она найдена в долине реки Диялы, на дороге, ведущей из Шумера в Элам, может косвенно подтверждать сообщение «Царского списка» о войне Эн-Мебарагеси с Эламом.
С именем Эн-Мебарагеси шумерская традиция связывает строительство храма Энлиля в Ниппуре.
Эн-Мебарагеси, царь,
В этом самом городе (то есть Ниппуре) построил дом Энлиля.
Агга, сын Эн-Мебарагеси,
Сделал Туммаль выдающимся,
Привёл Нинлиль в Туммаль…
Строительство в Ниппуре — общешумерском религиозном центре — и походы, совершённые в далёкий Элам, демонстрируют, что Эн-Мебарагеси был бесспорным властелином в Шумере. Значение Киша стало ещё более очевидным, когда правители, никак не связанные с этим поселением, начали использовать титул «царь Киша». Данный эпитет появляется в источниках начиная с правления Месилима. Помимо него, данный титул использовали Месанепада, лугаль Ура, и Эанатум, энси Лагаша. Он продолжал использоваться на протяжении аккадского периода и позднее и исчез в правление III династии Ура. В этом титуле, который должен был служить признаком престижа, содержится воспоминание о временах, когда Киш главенствовал над значительными территориями в Южной Месопотамии, а возможно, и в районе нижнего течения Диялы. Вполне вероятно, что власть самого Эн-Мебарагеси основывалась на памяти о былом величии.
Согласно «Царскому списку» правил он, как и все ранние цари, неестественно долго — 900 лет.